# Antonio Pintus
Antonio Pintus (Turín, 26 de septiembre de 1962) es un preparador físico italiano (principalmente de equipos de futbol, aunque también lo ha sido de atletismo y judo). Está considerado uno de los mejores del mundo y clave en muchos de los títulos conseguidos por el Real Madrid Club de Futbol entre los años 2016 y 2019 así como la Copa de Europa conseguida por la Juventus de Turín en el año 1996 y el Scudetto con el Inter de Milán en el 2021.
Es licenciado en Ciencias de la Actividad Física y del Deporte por la Universidad Claude Bernard.
Conocido como «el sargento» por la dureza de sus métodos, esencialmente en las pretemporadas, periodo en el que destaca un entrenamiento físico sin balón y el trabajo para potenciar el fondo físico.
En el año 2007 fue culpado de que la Juventus utilizase métodos no legales para favorecer a los jugadores antes de los partidos, “Antonio Pintus, preparador físico del Real Madrid, fue el ideador del dopaje sistemático de la Juventus de 1996” fue un escándalo muy grande y terminó por la que fue una condenada en 2007 por el Tribunal Supremo italiano, durante su camino por el Real Madrid algunos involucraron a pintus en sus entrenamientos antes de los dopajes como “estrategia antidoping” para que no saliese positivo como la Juventus.
En junio de 2021 volvió al Real Madrid como jefe de la preparación física del primer equipo y responsable de metodología de preparación física de todos los equipos de fútbol del club tras haberlo dejado en 2019 cuando fichó por el Inter de Milán.

## Trayectoria
Comenzó su carrera en 1986 como preparador físico de la sección de atletismo del Settimo Calcio 1912. En la temporada 1991-92 se convierte en el preparador físico de la Juventus de la mano de Giovanni Trapattoni, manteniendo el cargo con el nombramiento de Marcello Lippi como entrenador, con el que ganó la Liga de Campeones de la UEFA 1995-96. Durante su estancia en la Juventus se produjo el escándalo por supuesto dopaje en el cual Riccardo Agricola, médico del club, fue declarado culpable en primera instancia por fraude deportivo por supuestamente suministrar EPO a los jugadores entre 1994 y 1998.  Posteriormente, el Tribunal de Apelación le absolvió de todos los cargos .   Antonio Pintus fue uno de los 150 testigos citados a declarar en el caso, incluyendo miembros del staff deportivo y jugadores de la época investigada.
En 1998 fichó como preparador físico del Chelsea, donde trabajó dos años. Después de una breve experiencia en Udinese, en 2001 fue elegido por Didier Deschamps, que lo conocía de su etapa como jugador en la Juventus, para unirse al personal del AS Mónaco durante cinco temporadas. Con Deschamps volvió a la Juventus en el 2006, estando únicamente una temporada en el club. Después de dos años en West Ham (2008-10), volvió a trabajar con Deschamps una temporada en el Olympique de Marsella (2010-11). En 2012 pasó al Palermo de Gian Piero Gasperini, dejando el equipo en 2013 al ser el entrenador despedido. Después formaría parte del personal de Paolo Di Canio en el Sunderland (2013-15).

### Real Madrid 2016-2019
Antonio Pintus llegó al Real Madrid Club de Fútbol en el año 2016 de la mano de Zinedine Zidane, que era el entrenador del equipo en ese momento.
Zidane trabajó con él cuando este era jugador de la Juventus de Turín y pidió expresamente el fichaje de Pintus, que se desvinculó del club en el que estaba, el Olympique de Lyon, donde acababa de llegar, para incorporarse a la disciplina del Real Madrid.
La preparación física que hizo durante los tres años, fue clave en la consecución de las tres Champions League y el doblete por parte del equipo entre los años 2016 y 2019.
Al finalizar la temporada 2018-2019, Pintus anunció que abandonaba el equipo para fichar por el Inter de Milán y trabajar junto a Antonio Conte.

### Inter de Milán 2019-2021
Tras dejar el Real Madrid, trabajó junto al entrenador del Inter de Milán, Antonio Conte donde ganó la Serie A en el año 2021.

### Real Madrid 2021
El día 4 de junio de 2021 el Real Madrid anunció el fichaje de Antonio Pintus como jefe de la preparación física del primer equipo y responsable de metodología de preparación física de todos los equipos de fútbol del club. Trabajaría con Carlo Ancelotti, el entrenador en ese momento.
Pintus llegó para relevar a Grégory Dupont tras una temporada plagada de lesiones.

## Clubes
Ha sido preparador físico en los siguientes equipos:
 Datos actualizados a 11 de julio de 2021.
| Club                  | País       | Años      |
| --------------------- | ---------- | --------- |
| ASD Settimo           | Italia     | 1986-1991 |
| Juventus              | Italia     | 1991-1998 |
| Chelsea Football Club | Inglaterra | 1998-2000 |
| Udinese Calcio        | Italia     | 2001      |
| A. S. Mónaco          | Mónaco     | 2001-2005 |
| Juventus              | Italia     | 2006-2007 |
| West Ham United       | Inglaterra | 2008-2010 |
| Olympique de Marsella | Francia    | 2010-2011 |
| Atlético Marsella     | Francia    | 2011-2012 |
| Palermo Football Club | Italia     | 2012-2013 |
| Sunderland F.C        | Inglaterra | 2013-2015 |
| Real Madrid           | España     | 2016-2019 |
| Inter de Milán        | Italia     | 2019-2021 |
| Real Madrid           | España     | 2021-act. |